# تجمع ثوابت الأمة
تجمع ثوابت الأمة، هو كتلة سياسية سلفية في الكويت تأسست عام 2003 تحت قيادة بدر ناصر الداهوم، حيث يحظى التجمع بمقعدين من أصل خمسين مقعداً في المجلس الأمة الكويتي، مما يعكس تأثيره المحدود لكنه المتميز في المشهد السياسي الكويتي الذي يتسم بالتعددية والتيارات المتنوعة.

## التاريخ
شكل التجمع جزءاً من كتلة المعارضة التي فازت في انتخابات فبراير 2012، لكنه قاطع الانتخابات التالية في ديسمبر 2012 و2013 بعد إبطال جلسة فبراير وتغيير النظام الانتخابي، قبل أن يعلن في 20 أبريل 2016 عن نيته إنهاء المقاطعة. في انتخابات 2020، فاز ثلاثة من أعضاء التجمع هم محمد هايف المطيري وبدر الداهوم وأسامة المناور بمقاعد في المجلس الوطني، لكن المحكمة الدستورية أبطلت عضوية بدر الداهوم في مارس 2021. يُذكر أن جهود التجمع أسفرت عن تحقيق الفصل بين الجنسين في جامعة الكويت عام 2023، مما يعكس تأثيره في تشكيل السياسات الاجتماعية بالبلاد.

## نتائج الانتخابات
| الانتخابات | رئيس الكتلة | المقاعد | +/–  |
| ---------- | ----------- | ------- | ---- |
| 2013       | بدر الداهوم | 0 / 50  | جديد |
| 2016       | بدر الداهوم | 1 / 50  | ▲ +1 |
| 2020       | بدر الداهوم | 3 / 50  | ▲ +2 |
| 2022       | بدر الداهوم | 1 / 50  | ▼ -2 |
| 2023       | بدر الداهوم | 1 / 50  | 0    |
| 2024       | بدر الداهوم | 2 / 50  | ▲ +1 |